# Barra (tiểu vùng)
Barra là một tiểu vùng thuộc bang Bahia, Brasil. Tiều vùng này có diện tích 32156 km², dân số năm 2007 là 159081 người.